# Aankondigingsbord

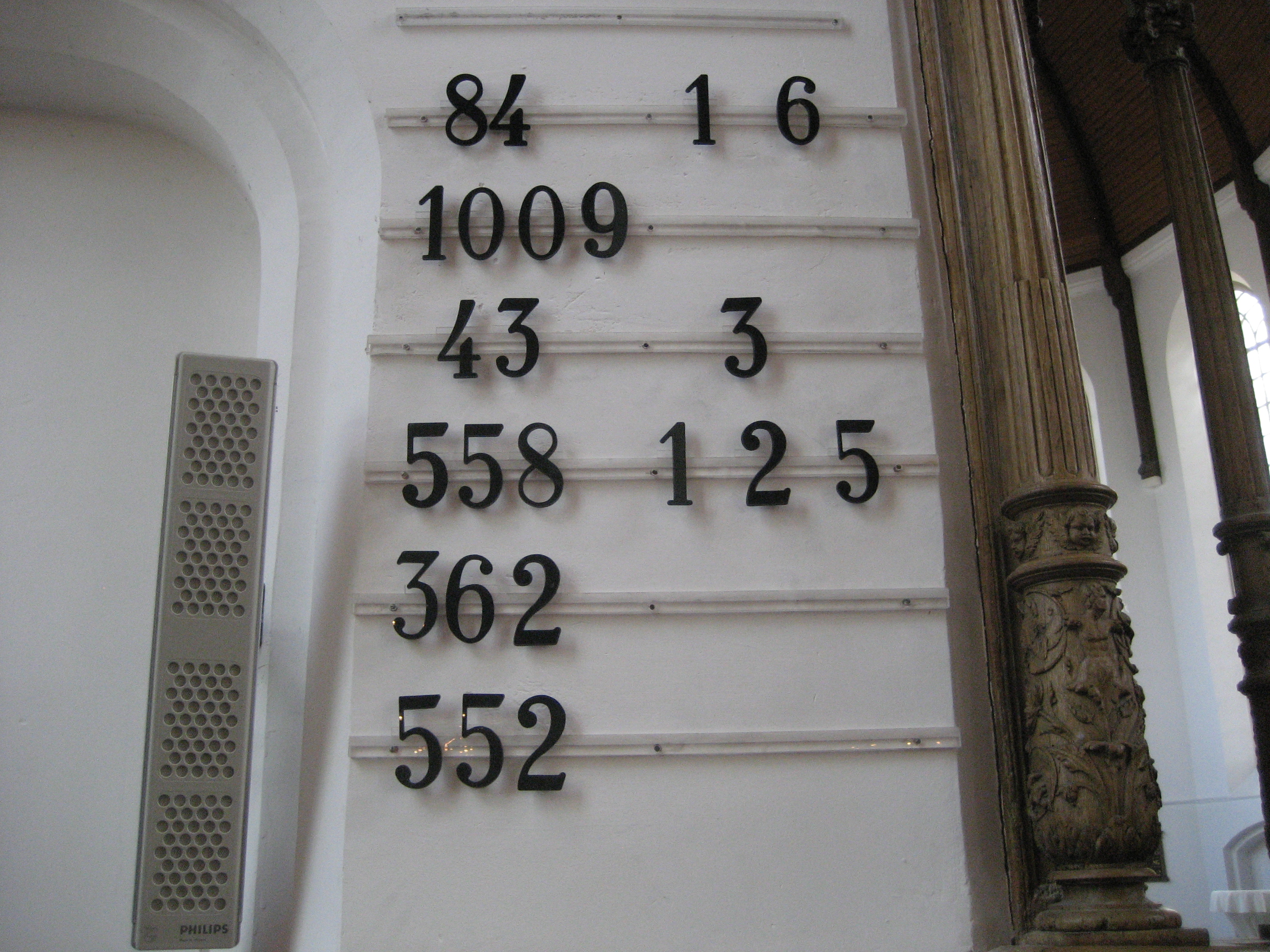
Modern psalmbord in de Dorpskerk (Abcoude)

Een aankondigingsbord is een (meestal houten) bord dat zich in voornamelijk protestantse kerken bevindt en waarop wordt aangegeven welke psalmen en gezangen door de gemeente zullen worden gezongen. Men kent het psalmbord en het gezangenbord.
Meestal is er één aankondigingsbord voor zowel de psalmen en de gezangen. Soms zijn er verschillende borden. Op het psalmbord wordt dan aangegeven welke psalmen tijdens de eredienst worden gezongen. Dat wordt aangegeven door middel van verwisselbare bordjes die het nummer van de betreffende psalm weergeven. In de gezangenbundels van de kerken vindt men een groot aantal genummerde gezangen. De nummers van de gezangen die gezongen zullen worden, zijn te vinden op een soortgelijk bord, dat gezangenbord wordt genoemd.
De geschiedenis van het psalmbord gaat terug tot 1568 toen, op het Convent van Wezel, werd besloten dat er in de kerken bordekens hangen, daar inne aangewezen wordt wat Psalmen, op welke dag gezongen zullen worden, opdat die wil te voren overdenke 't gene men zingen zal.
De borden dienden dus aanvankelijk om, alvorens het gezang aan te heffen, de inhoud van de tekst te overwegen, en minder om de juiste bladzijde van de bundel gereed te hebben. Aanvankelijk betrof het vrijwel alleen psalmen, volgens de berijming van Datheen. De bundel bevatte slechts enkele gezangen die niet aan de psalmen waren ontleend. De psalmen werden aanvankelijk verdeeld in pausen (genummerde groepen van verzen). Later werd de keuze vrijer en werden ook verzen aangekondigd. In 1807 werd de bundel Evangelische Gezangen uitgegeven. Hierin werd -vrijwel voor het eerst- een aantal godsdienstige liederen opgenomen anders dan psalmen, waardoor tevens het gezangenbord haar intrede deed.
Sommige aankondigingsborden zijn eeuwenoud en fraai uitgevoerd en bezitten daarmee een belangrijke cultuurhistorische waarde. Een modern vormgegeven gezangenbord stamt van 1924. Het bevindt zich in de Waalse kerk te Rotterdam en werd ontworpen door Gispen.
Wanneer de kerk daarvoor geschikt is, komt het voor dat de aankondigingsborden niet meer nodig zijn, omdat de te zingen tekst en de melodie worden geprojecteerd door middel van een beamer.

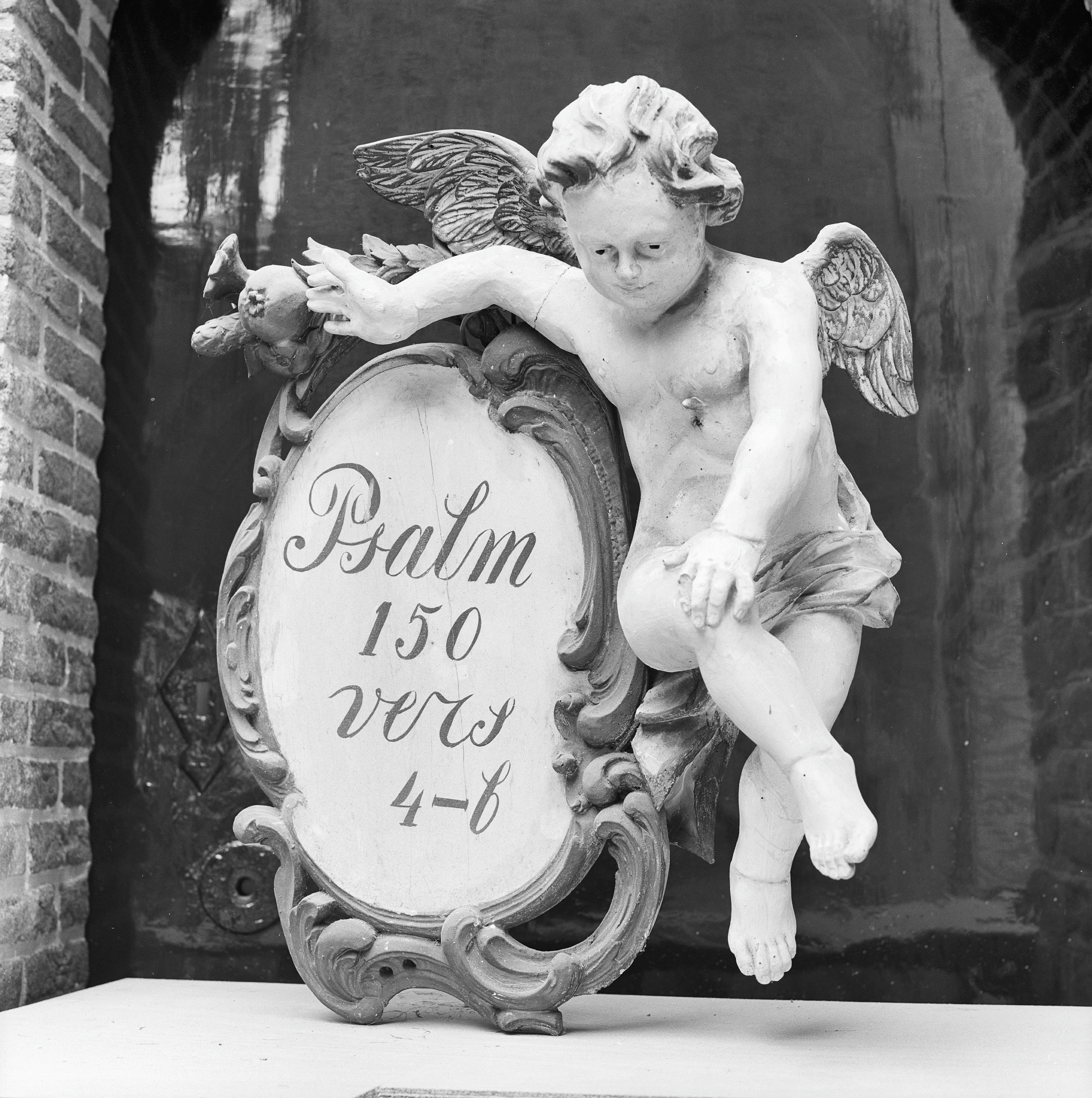
Batenburg
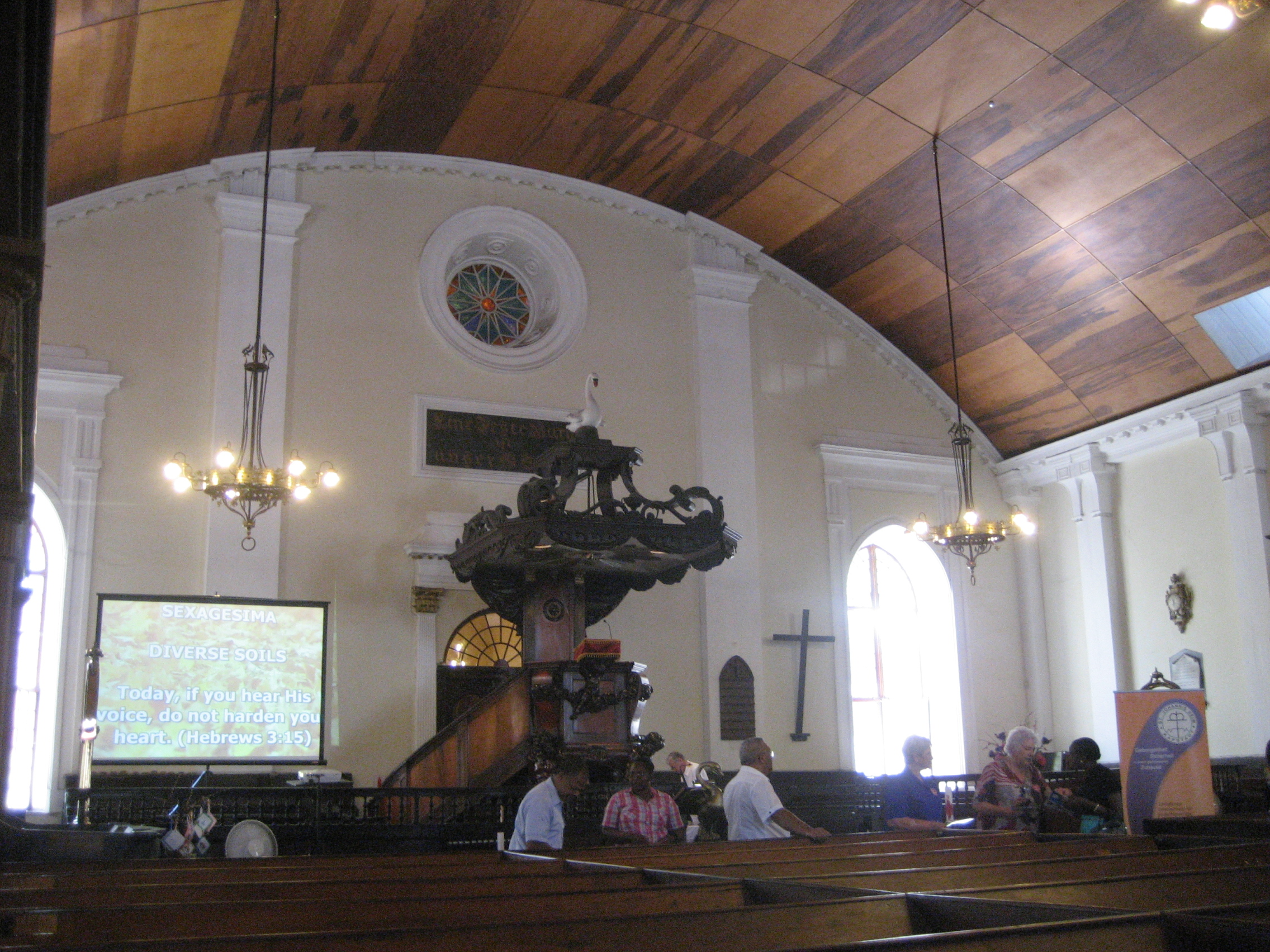
Kaapstad (oud psalmbord én projectie)
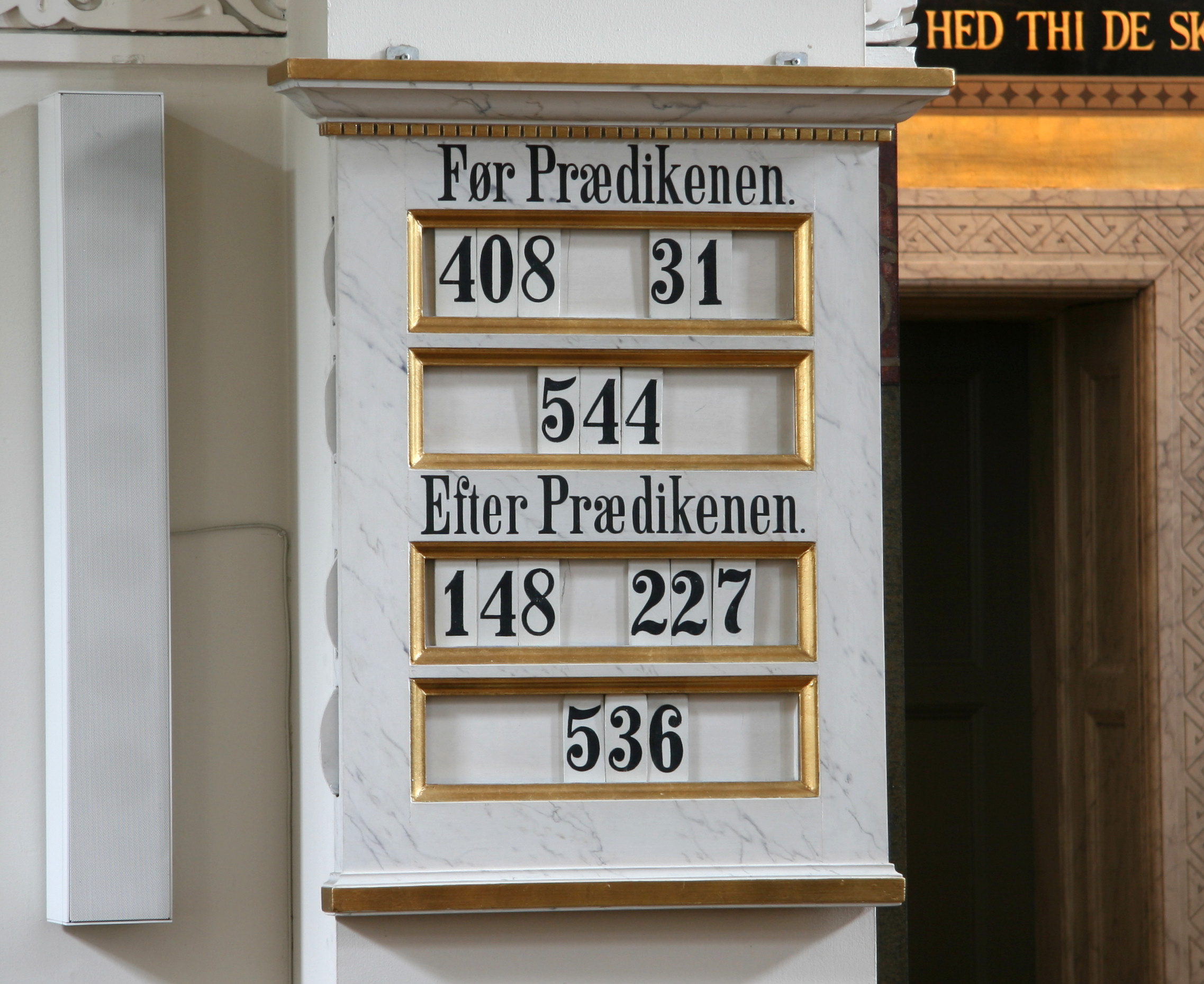
Kopenhagen
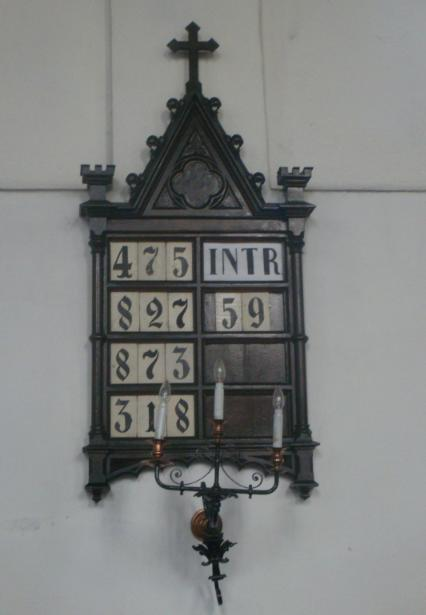
Szopienice (bij Katowice)